# 布莱 (谢尔省)
布莱（法語：Blet，法語發音：[blɛ]）是法国谢尔省的一个市镇，位于该省中东部，属于圣阿芒蒙龙区。

## 地理
布莱（46°53'43"N, 2°43'53"E）面积30.08 平方千米，位于法国中央-卢瓦尔河谷大区谢尔省，该省份为法国中部省份，北起卢瓦雷省，西接卢瓦-谢尔省和安德尔省，南至克勒兹省，东南接阿列省，东临涅夫勒省。
与布莱接壤的市镇（或旧市镇、城区）包括：沙利瓦米隆、沙尔利、肖蒙、日瓦尔东、朗唐、萨戈讷、奥姆里。

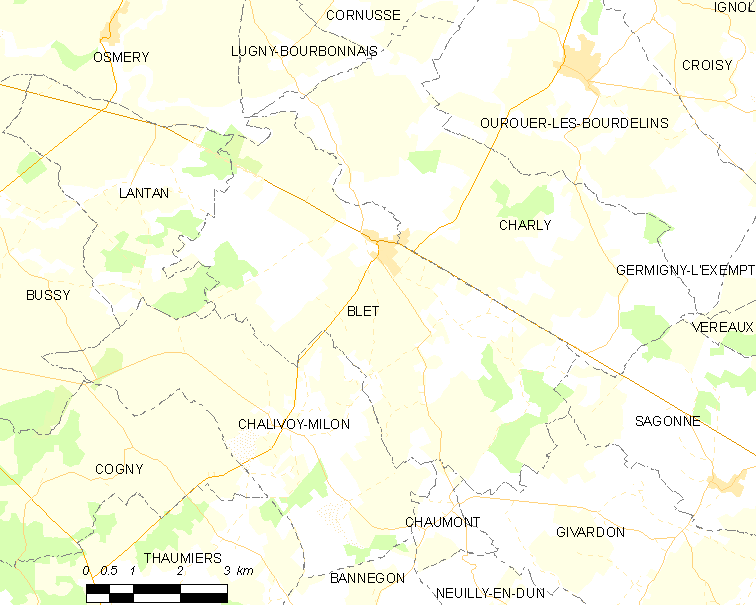
的OSM定位图

布莱的时区为UTC+01:00、UTC+02:00（夏令时）。

## 行政
布莱的邮政编码为18350，INSEE市镇编码为18031。

## 政治
布莱所属的省级选区为欧布瓦河畔拉盖尔什县。

## 人口

1962-2008年间人口变化图示

布莱于2022年1月1日时的人口数量为565人。